# David III d'Ibérie
David III d’Ibérie (° vers 930 - † vers 1000), dit « le Curopalate » (en géorgien : დავით III კუროპალატი, Davit’ III Kuropalati) ou David III le Grand (დავით III დიდი, Davit’ III Didi) ou David de Tao, est un prince d’Ibérie de la dynastie des Bagratides qui a régné sur le Tao et la Klarjéthie de 966 à 1000. David le Grand a joué un rôle essentiel dans la constitution du royaume unifié de Géorgie médiévale. 

## Origine
David est le fils du prince Adarnassé V d'Ibérie, duc de Tao et curopalate mort en 961. Du fait de l’homonymie des membres de la famille des Bagratides, l’origine de ce dernier personnage est contestée : 
- Marie-Félicité Brosset décrit son père comme un Adarnassé Curopalate mort en 983, second fils de Soumbat Ier (mort en 958), lui-même fils d’Adarnassé IV d'Ibérie[1].
- Cyrille Toumanoff  considère de son côté, avec les historiens contemporains,  ce même Adarnassé V[2], comme un fils de Bagrat le Magistros (mort en mars 945), autre fils du roi Adarnassé IV d'Ibérie (mort en 923)[3].

En tout état de cause, David appartient à une branche cadette de la dynastie bagratide d’Ibérie qui s’est développée pendant que la branche aînée restait comme roi titulaire d’Ibérie dans l’ombre de la puissance des rois abkhazes. 
David est décrit par les Chroniques contemporaines comme pieux et magnanime envers chacun et comme un grand bâtisseur d’églises.

## Duc de Tao et de Klarjéthie
David succède conjointement avec son frère Bagrat Ier à leur père Adarnassé V d'Ibérie, duc de Tao et Curopalate mort en 961. 
Après la disparation prématurée de son frère Bagrat en 966, David règne seul dans son patrimoine de Tao-Klarjéthie qui devient une principauté importante et dont les frontières s’étendent progressivement de la mer Noire au lac de Van. La création et la consolidation de sa principauté a puissamment contribué à l’expansion de la culture géorgienne sur les royaumes et principauté voisins.

## Relations avec l’Empire byzantin
En 976, un général byzantin, Bardas Sklèros, gouverneur du thème de Mésopotamie, se soulève contre l’empereur Basile II.  Le pouvoir impérial charge alors un autre chef de guerre, Bardas Phocas le Jeune, neveu de l’ancien empereur Nicéphore II Phocas, de mettre fin à la révolte. Ce dernier est vaincu, se retire vers l’est à Sébaste et sollicite l’aide de David de Tao avec qui il entretenait des relations cordiales.
L’empereur Basile II, de son côté, charge un noble géorgien, Ioanné Thornik, qui vivait dans un des couvents de l’Athos, d’une mission auprès de David de Tao pour obtenir de l’aide. 
Le prince David envoie un contingent de 12 000 hommes qui, sous le commandement de Thornik, renforcent l’armée de Basile II qui écrase Bardas Sklèros le 24 mars 979 à la grande bataille de Pankalia, à l’issue de laquelle le vaincu se réfugie à Bagdad.
David de Tao reçoit en récompense en 979 les cantons qui dépendaient de l’Empire à la frontière de ses domaines propres. David devient ainsi le seigneur d’un vaste territoire allant de l’Euphrate au nord-ouest à travers le pays d’Erzurum jusqu’au cours supérieur du Mourad-sou au sud-est. La Chronique géorgienne spécifie toutefois qu’il s’agissait de la part de l’empereur Basile II d’un don viager en faveur du prince ibère. David occupe dans les années suivantes le territoire de l’émirat de Manazkert, situé au nord-ouest du lac de Van.
C’est à cette même époque que David de Tao s’impose comme arbitre dans le différend territorial qui oppose le « Roi des rois » Smbat II d'Arménie, qui règne à Ani, à son oncle Mouchel, roi de Kars.
En 986, Bardas Sklèros revient et se fait proclamer empereur à Mélitène. Presque aussitôt l’ancien général loyaliste Bardas Phocas se révolte de son côté à Kharsian en Cappadoce en se proclamant également empereur le 15 août 987. Bardas Phocas se débarrasse rapidement de son concurrent en le capturant par trahison et en l’emprisonnant dans une forteresse. Il sollicite également l’aide de David de Tao qui ne lui accorde que 2 000 cavaliers. Cependant, David défait une force byzantine loyaliste conduite par Grégoire Taronitès qui avait pour objectif de s'attaquer au cœur du territoire de Bardas Sklèros,. L’usurpateur marche sur Constantinople mais il est vaincu et tué par Basile II à la bataille d’Abydos sur les Dardanelles le 13 avril 989.
Le prince David, compromis dans la tentative de Bardas Phocas et menacé d’une expédition impériale, doit pour obtenir son pardon jurer obéissance à Basile II et s’engager à lui léguer la totalité de ses états à sa mort. En contrepartie l’empereur byzantin lui confirme en 990 le titre de curopalate accordé traditionnellement aux membres de sa famille et lui envoie les insignes de cette dignité sous la forme de riches vêtements d’apparat.

## Successions

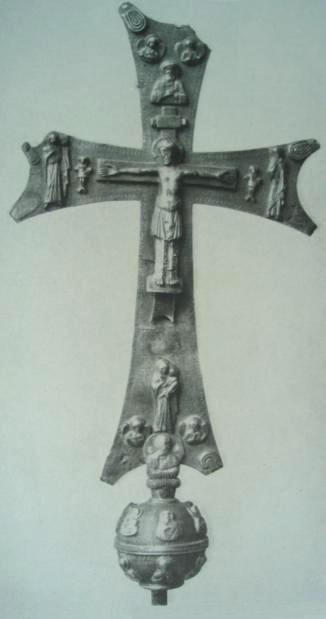
Croix de procession de David de Tao, œuvre de l'orfèvre Asat.

David le Curopalate n’ayant a priori pas contracté d’union, n’a pas d’héritier naturel. Il considère donc comme tel, son fils adoptif le jeune Bagrat, fils de son cousin Gourgen Ier d'Ibérie. 
Mettant à profit l’effondrement de la puissance des rois abkhazes consécutif aux querelles de la famille royale, il favorise avec l’appui d'Ioné Marouschidzé, le puissant ersitavi de Karthlie, la restauration en 975 du royaume d’Ibérie au profit de Gourgen Ier, d’abord comme roi de facto pour le compte de son père le faible Bagrat II d'Ibérie, puis comme roi de jure à partir de 994.
David de Tao organise ensuite la succession du roi Théodose III d'Abkhazie, qui a été aveuglé par son frère Démétrius III avant de parvenir au trône. En 978, David  réussit à faire reconnaître comme héritier Bagrat, le fils de Gourgen Ier et de Gourandoukht, la propre sœur du roi des Abkhazes. Le jeune Bagrat obtient ainsi un premier titre royal avec l’expectative de l’héritage de son père. 
David le Curopalate meurt le 31 mars 1000, sans doute empoisonné lors d'un complot organisé par quelques nobles peut-être à l'instigation des autorités byzantines.
Bagrat III de Géorgie hérite alors du Tao-Klarjéthie. Il tente même d’incorporer dans son royaume la Kakhétie et l’Héréthie en 1008-1010, fondant ainsi le royaume de Géorgie unifié avec comme capitale Koutaïssi, car Tiflis reste aux mains des musulmans.